# Hertog van Leeds
Hertog van Leeds (Engels: Duke of Leeds) is een Engelse adellijke titel. 
De titel hertog van Leeds werd gecreëerd in 1694 door Willem III voor Thomas Osborne, 1e markies van Carmarthen. De titel verviel met het overlijden van de 12e hertog in 1964.

## Hertog van Leeds (1694)
- Thomas Osborne, 1e hertog van Leeds (1694–1712)
- Peregrine Osborne, 2e hertog van Leeds (1712–1729)
- Peregrine Osborne, 3e hertog van Leeds (1729–1731)
- Thomas Osborne, 4e hertog van Leeds (1731–1789)
- Francis Osborne, 5e hertog van Leeds (1789–1799)
- George Osborne, 6e hertog van Leeds (1799–1838)
- Francis D'Arcy-Osborne, 7e hertog van Leeds (1838–1859)
- George Osborne, 8e hertog van Leeds (1859–1872)
- George Osborne, 9e hertog van Leeds (1872–1895)
- George Osborne, 10e hertog van Leeds (1895–1927)
- John Osborne, 11e hertog van Leeds (1927–1963)
- D'Arcy Osborne, 12e hertog van Leeds (1963–1964)